# Jean-Philippe Lauer
Pour les articles homonymes, voir Lauer.
 (février 2014).
Si vous disposez d'ouvrages ou d'articles de référence ou si vous connaissez des sites web de qualité traitant du thème abordé ici, merci de compléter l'article en donnant les références utiles à sa vérifiabilité et en les liant à la section « Notes et références ».
Jean-Philippe Lauer, né le 7 mai 1902 à Paris VIIIe et mort le 15 mai 2001 à Paris XVe, est un architecte, archéologue et égyptologue français.

## Biographie
Issu d'une famille bourgeoise d'origine alsacienne implantée dans le XVIe arrondissement de Paris, il commence des études d'architecture dans la lignée de son père, l'historien Philippe Lauer, conservateur au Cabinet des manuscrits de la BnF. Son cousin par alliance, Jacques Hardy, architecte installé en Égypte, lui conseille de venir dans ce pays, au regard de la morosité qui touche le secteur après la Grande Guerre. En effet, Pierre Lacau, chef du service des Antiquités, cherche un jeune architecte pour seconder Cecil Firth à Saqqarah. Il soumet sa candidature et Lacau lui propose un contrat de huit mois.
Il arrive en Égypte en 1926. Il s'entend si bien avec Cecil Firth qu'en 1928, il est toujours à Saqqarah. Il rencontre Marguerite Jouguet, dont le père, Pierre Jouguet, éminent helléniste, n'avait aucune raison d'être nommé directeur de l'Institut français d'archéologie orientale, si ce n'est qu'il vient d'être choisi pour son caractère, afin de faire cesser les conflits entre savants. Il épouse Marguerite le 1er octobre 1929 à Paris VIe.
Firth décède en 1931 et James Edward Quibell le remplace. En 1936, le contrat de Lauer n'est pas renouvelé, mais il reste finalement en Égypte.
Dans les années 1950, J. P. Lauer travaille en étroite collaboration avec son ami Zakaria Goneim sur la pyramide de Sekhemkhet à Saqqarah. Plus tard, en 1959, il aide Goneim à se blanchir sur les allégations d'avoir fait sortir d’Égypte un navire découvert par Lauer et Quibell.
En 1963, il participe, avec le professeur Jean Leclant, à la fondation de la mission archéologique française de Saqqâra. De 1926 à 2001, année de son décès, Jean-Philippe Lauer va œuvrer sans cesse à rendre visible la grandeur de ce site, ne cessant les fouilles, par obligation, qu'à l'arrivée au pouvoir de Nasser, avant de pouvoir revenir sur le site. À plus de 90 ans, et toujours bon pied, bon œil, il était surnommé « l'oublié de Dieu ».
L’œuvre principale de J.P. Lauer pendant ses 75 années à Saqqarah a été la restauration du complexe funéraire de Djéser, en particulier la crypte, le serdab et le mur d’enceinte. Il est également connu pour ses fouilles des chambres souterraines de la pyramide des marches et la découverte des trois chambres de faïence bleues.
C'est l'ambassadeur d'Égypte en France, Ali Maher Al-Sayed, qui a annoncé le décès de Lauer indiquant « que l'Égypte et la France venaient de perdre un grand homme et un grand égyptologue. Je rends hommage à sa mémoire et à son œuvre. »

## Travaux
Lauer a remonté, bloc à bloc, durant soixante-dix ans, le mur d'enceinte en calcaire blond du complexe funéraire de Djéser bâti autour de la pyramide à degrés de Saqqarah, dont l'architecte était Imhotep. Il a également fouillé le complexe funéraire de Djéser, en sous-sol, et mis au jour la chambre avec les céramiques bleues. Il a également reconstruit une partie du temple du ka de Djéser, près de la seule porte d'entrée du complexe.
Il est l'initiateur du musée Imhotep dont le gouvernement égyptien, qui avait au départ démoli le premier bâtiment en 1996 le jugeant trop proche de la pyramide, a donné le feu vert à sa reconstruction un peu plus loin. Ce musée qui devait être inauguré pour le premier anniversaire du décès de Lauer, ne l'a été qu'en avril 2006, avec la présence de Jacques Chirac.
Une salle est consacrée à J-Ph. Lauer.

## Honneurs

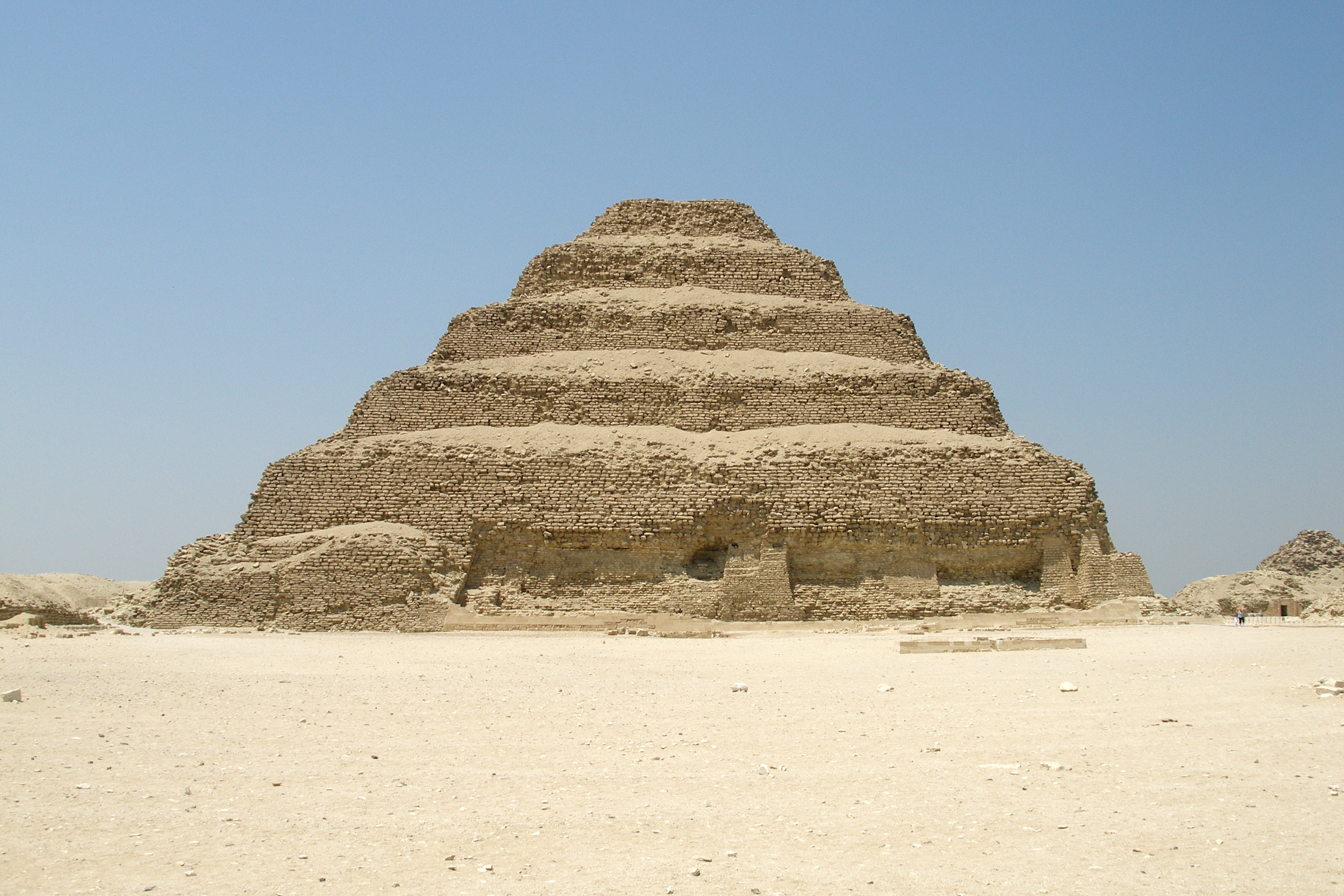
La pyramide de Djéser, objet principal des travaux de J.-P. Lauer

- Grand-officier de la Légion d'honneur,
- Commandeur de l'ordre national du Mérite,
- Commandeur de l'ordre des Palmes académiques,
- Commandeur de l'ordre des Arts et des Lettres,
- Grand-officier dans l'ordre de la République d'Égypte,
- Officier de l'ordre de la Couronne d'Italie.

## Publications
- La pyramide à degrés, I et II, l’architecture, Fouilles à Saqqarah, Service des antiquités de l'Égypte, Le Caire, 1936.
- La pyramide à degrés, III, compléments, Fouilles à Saqqarah, Service des antiquités de l'Égypte, Le Caire, 1939.
- Le temple funéraire de Khéops à la grande pyramide de Guizèh, no 46, ASAE, Le Caire, 1947.
- Études complémentaires sur les monuments du roi Djoser à Saqqarah, cahier 9, Supplément, ASAE, Le Caire, 1948.
- Le problème des pyramides d'Égypte, traditions et légendes, Bibliothèque historique, Payot, Paris, 1948.
- Note complémentaire sur le temple funéraire de Khéops, no 49, ASAE, Le Caire, 1949.
- Avec Ch. Picard, Les statues ptolémaïques du Sarapieion de Memphis, no 3, Publications d'art et d'archéologie de l'université de Paris, PUF, Paris, 1955.
- Le temple haut de la pyramide du roi Ouserkaf à Saqqarah, no 53, ASAE, Le Caire, 1956.
- Avec Pierre Lacau, Fouilles à Saqqarah. La pyramide à degrés, IV, Inscriptions gravées sur les vases, 2 fasc., IFAO, Le Caire, 1959.
- Observations sur les pyramides, Bibliothèque d’étude, no 30, IFAO, Le Caire, 1960.
- Histoire monumentale des pyramides d'Égypte, I, Les pyramides à degrés (IIIe dynastie), no 39, BdE, IFAO, Le Caire, 1962.
- Avec Pierre Lacau, Fouilles à Saqqarah. La pyramide à degrés, V, Inscriptions à l'encre sur les vases, IFAO, Le Caire, 1965.
- Sur la pyramide de Meïdoum et les deux pyramides du roi Snéfrou à Dahshour, no 36, Orientalia, Rome, 1967.
- Raison première et utilisation pratique de la grande galerie, dans la pyramide de Khéops, no 12, Beiträge Bf, Festschrift ricke, Wiesbaden, 1971.
- Avec Jean Leclant, Mission archéologique de Saqqarah, I, le temple haut du complexe funéraire du roi Téti, Bibliothèque d’étude, no 51, IFAO, Le Caire, 1972.
- Remarques sur la planification de la construction de la grande pyramide, à propos de : The investment process organization of the Cheops pyramids, par W.Kozinski, no 73, BIFAO, Le Caire, 1973.
- Le Mystère des Pyramides, éd. des Presses de la Cité, Paris, 1974,  (ISBN 2-258-02368-8)
- Nouvelles recherches à la pyramide de Mérenrê, no 53 et no 54, BIE, Le Caire, 1974.
- Avec Audran Labrousse et Jean Leclant, Mission archéologique de Saqqarah. II, Le temple haut du complexe funéraire du roi Ounas, no 73, BdE, IFAO, Le Caire, 1977.
- Les pyramides de Saqqarah, bibliothèque générale, IFAO, Le Caire, 5e éd. 1977.
- Avec A. Shoucair, Saqqarah, la nécropole royale de Memphis, quarante siècles d’histoire, cent vingt-cinq ans de recherches, Tallandier, Paris, 1977.
- Avec Cyril Aldred, Jean-Louis Hellouin de Cenival, F. Debono, Christiane Desroches Noblecourt, Jean Leclant et Jean Vercoutter, Le temps des pyramides, L'univers des formes, Gallimard, Paris, 1978.
- À propos de l'invention de la pierre de taille par Imhotep pour la demeure d'éternité du roi Djoser, MGEM, IFAO, Le Caire, 1985.
- Remarques sur l'époque possible du viol de la tombe de Khéops dans la Grande Pyramide, p. 385-386, The Intellectual Heritage of Egypt, Ulrich Luft, Budapest, 1992.
- Avec Jean Leclant et Audran Labrousse, L'architecture des pyramides à textes, I, Saqqarah Nord, 2 vol., no 114, BdE, IFAO, Le Caire, 1996.
- Avec Audran Labrousse, Les complexes funéraires d'Ouserkaf et de Néferhétepès, no 130, 2 vol., BdE, IFAO, Le Caire, 2000.
- Saqqarah, une vie : entretiens avec Philippe Flandrin, Payot, 2009,  (ISBN 2-228-90462-7 et 9782228904629)
- Avec sa femme Marguerite Lauer et Claude Le Tourneur, Une passion égyptienne, Plon.

## Filmographie
- « Jean-Philippe Lauer, le voyage à Saqqara », réalisation : Nick Quinn ; image : Frédéric Labourasse ; son : Yves Zlotnicka ; production : Gedeon, Musée du Louvre, La Sept-ARTE, France 3, 1996.